# DOSAAF-85
DOSAAF-85, ДОСААФ-85, Radio Sputnik 44, RS-44, RADIO-2017 ist ein russischer Mikrosatellit, der als Forschungssatellit dient und auch eine Nutzlast für Amateurfunkkommunikation trägt. Der Name des Satelliten erinnert an den 85. Jahrestag der Freiwilligen Gesellschaft zur Unterstützung der Armee, der Luftfahrt und der Marine (DOSAAF). Eine andere Quelle bezeichnet den Satelliten als RADIO-2017. In der internationalen Amateurfunkszene werden jedoch die Bezeichnungen DOSAAF-85 und RS-44 verwendet.

## Aufbau
DOSAAF-85 wurde von Spezialisten des Unternehmens Information Satellite Systems (ISS) Reshetnev und Studenten der Reschetnjow-Universität (SibSAU) in Krasnojarsk
entwickelt. Der Mikrosatellit wurde als wissenschaftlicher Satellit und als Amateurfunksatellit konzipiert. Es ist der dritte Satellit, der auf der Basis der Jubileiny-Satellitenplattform erstellt wurde.
Der 30-Kilogramm-Jubileiny-Satellitenbus hat eine sechseckige Form und besteht aus drei Ebenen – einer unteren, mittleren und oberen für die verschiedenen Geräte. Die Außenseiten tragen Galliumarsenid-Dreifach-Solarzellen für eine Stromerzeugung (20 Watt). Die Energie wird in einer Nickel-Metallhydrid-Batterie gespeichert und über einen 12-Volt-Leitungsbus verteilt. Die Wärmeregelung erfolgt durch mehrschichtige Isolierung, elektrische Heizungen sowie Heatpipes. Der Satellit verfügt über eine Gravitationsstabilisierung. DOSAAF-85 verwendet ein VHF-Uplink-System (145 MHz) zur Steuerung und ein UHF-Telemetrie-Downlink-System, das Datenraten von 2,5 kbit/s erreicht. Ein S-Band-Kommunikationssystem (2400–2485 MHz) wird für den Downlink von Nutzdaten mit bis zu 1 Mbit/s verwendet. Weiterhin verfügt der Satellit über einen Lineartransponder für den Amateurfunkdienst über Satelliten. Die genaue Art der weiteren Satellitennutzlast wurde nicht offengelegt.

## Mission
Der Satellit wurde am 26. Dezember 2019 auf einer Rokot-KM-Trägerrakete vom Kosmodrom Plessezk gemeinsam mit drei Gonets-M-Satelliten und BLITS-M 1 gestartet. Der Satellit trennte sich nicht von der oberen Raketenstufe Bris KM. Die Antennen befinden sich am Heck des Satelliten und schauen von der Raketenstufe weg. Daher ist der Satellit voll funktionstüchtig.
Der Transponder wurde am 30. April 2020 in Betrieb genommen.
Über den Transponder wurden bereits DX-Rekorde verzeichnet. So erzielten Hector Martinez, W5CBF, in Lake Charles (Louisiana) und Antonio Gutierrez, DL4EA, in Böblingen (Deutschland) am 26. Mai eine Rekordverbindung über 8.357 km. Der vorherige Rekord von 8.314 km von KI7UNJ und EB1AO hielt nur gerade neun Tage. Die theoretische Reichweite für Verbindungen über DOSAAF-85 liegt auf Grund des Orbits bei 7.942 km.

## Frequenzen
Die verwendeten Frequenzen des Satelliten mit dem Rufzeichen RS44 wurden nicht von der International Amateur Radio Union koordiniert.
- 145,935–145,995 MHz – Uplink LSB invertierend
- 435,610–435,670 MHz – Downlink USB (Leistung 5 W)
- 435,6044 MHz – CW Bake